# Waleryj Strypiejkis
Waleryj Strypiejkis (biał. Валерый Стрыпейкіс, ros. Валерий Стрипейкис; ur. 13 listopada 1974 w Pińsku) – białoruski piłkarz, grający na pozycji napastnika, reprezentant Białorusi.
W reprezentacji Białorusi wystąpił 5 razy. Wielokrotnie klasyfikowany w czołówce strzelców ligi białoruskiej.